# Udmurtföld zászlaja

Jurij Lobanov tervezte 1992-ben. Eredetileg többféle elrendezésben is készültek tervek, és az elfogadásra ajánlott javaslat a vízszintes sávozású fehér–vörös–fekete volt, a feketét és a vöröset azonban fehér sáv szelte át, melyben ott volt a zászlóban ma is található jel. A sávok így a mitológiában jelentkező világszinteket jelképezte volna: a fekete a föld, a vörös a nap, a fehér pedig az élet színtere. A szimbólum šudo kiźiľi, azaz a szerencsecsillag, tulajdonképpen talizmán, mely megvédi viselőjét. 
Egy másik javaslat szerint a helyén Toleźo, azaz a Holdas, a holdanya védőszelleme állt volna. 1993-ban a jelenlegi változatot fogadták el. A fekete a földet és a stabilitást, a fehér a világegyetemet és az erkölcsi alapelvek tisztaságát, a vörös az életet és a napot jelképezi a zászlóról szóló törvény szerint.